# Breukeleveen
Breukeleveen est un hameau situé dans la commune néerlandaise de Wijdemeren, dans la province de la Hollande-Septentrionale. Le 1er janvier 2004, le village comptait 260 habitants.